# Grand Prix automobile du Japon 2005
GP précédent GP suivant
Le Grand Prix automobile du Japon 2005 (2005 Formula 1 Fuji Television Japanese Grand Prix). disputé sur le circuit de Suzuka le 9 octobre 2005, est la 749e épreuve du championnat du monde de Formule 1 courue depuis 1950 et la dix-huitième manche du championnat 2005.
Il a été remporté par Kimi Räikkönen qui a dépassé Giancarlo Fisichella dans le dernier tour.

## Qualifications
| Pos | N° | Pilote               | Écurie            | Temps          | Écart      |
| --- | -- | -------------------- | ----------------- | -------------- | ---------- |
| 1   | 17 | Ralf Schumacher      | Toyota            | 1 min 46 s 106 |            |
| 2   | 3  | Jenson Button        | BAR-Honda         | 1 min 46 s 141 | + 0 s 035  |
| 3   | 6  | Giancarlo Fisichella | Renault           | 1 min 46 s 276 | + 0 s 170  |
| 4   | 15 | Christian Klien      | Red Bull-Cosworth | 1 min 46 s 464 | + 0 s 358  |
| 5   | 4  | Takuma Satō          | BAR-Honda         | 1 min 46 s 841 | + 0 s 358  |
| 6   | 14 | David Coulthard      | Red Bull-Cosworth | 1 min 46 s 892 | + 0 s 786  |
| 7   | 7  | Mark Webber          | Williams-BMW      | 1 min 47 s 233 | + 1 s 127  |
| 8   | 11 | Jacques Villeneuve   | Sauber- Petronas  | 1 min 47 s 440 | + 1 s 334  |
| 9   | 2  | Rubens Barrichello   | Ferrari           | 1 min 48 s 248 | + 2 s 142  |
| 10  | 12 | Felipe Massa         | Sauber- Petronas  | 1 min 48 s 278 | + 2 s 172  |
| 11  | 19 | Narain Karthikeyan   | Jordan-Toyota     | 1 min 48 s 718 | + 2 s 612  |
| 12  | 8  | Antônio Pizzonia     | Williams-BMW      | 1 min 48 s 898 | + 2 s 792  |
| 13  | 21 | Christijan Albers    | Minardi-Cosworth  | 1 min 50 s 843 | + 4 s 737  |
| 14  | 1  | Michael Schumacher   | Ferrari           | 1 min 52 s 676 | + 6 s 570  |
| 15  | 20 | Robert Doornbos      | Minardi-Cosworth  | 1 min 52 s 894 | + 6 s 788  |
| 16  | 5  | Fernando Alonso      | Renault           | 1 min 54 s 667 | + 8 s 561  |
| 17  | 9  | Kimi Räikkönen       | McLaren-Mercedes  | 2 min 02 s 309 | + 16 s 203 |
| 18  | 10 | Juan Pablo Montoya   | McLaren-Mercedes  | Pas de temps   |            |
| 19  | 16 | Jarno Trulli         | Toyota            | Pas de temps   |            |
| 20  | 18 | Tiago Monteiro       | Jordan-Toyota     | Pas de temps   |            |

## Classement
| Pos  | N° | Pilote               | Écurie            | Tours | Temps/Abandon                            | Grille | Points |
| ---- | -- | -------------------- | ----------------- | ----- | ---------------------------------------- | ------ | ------ |
| 1    | 9  | Kimi Räikkönen       | McLaren-Mercedes  | 53    | 1 h 29 min 02 s 212 (207,267 km/h)       | 17     | 10     |
| 2    | 6  | Giancarlo Fisichella | Renault           | 53    | + 1 s 633                                | 3      | 8      |
| 3    | 5  | Fernando Alonso      | Renault           | 53    | + 17 s 456                               | 16     | 6      |
| 4    | 7  | Mark Webber          | Williams-BMW      | 53    | + 22 s 274                               | 7      | 5      |
| 5    | 3  | Jenson Button        | BAR-Honda         | 53    | + 29 s 507                               | 2      | 4      |
| 6    | 14 | David Coulthard      | Red Bull-Cosworth | 53    | + 31 s 601                               | 6      | 3      |
| 7    | 1  | Michael Schumacher   | Ferrari           | 53    | + 34 s 698                               | 14     | 2      |
| 8    | 17 | Ralf Schumacher      | Toyota            | 53    | + 49 s 548                               | 1      | 1      |
| 9    | 15 | Christian Klien      | Red Bull-Cosworth | 53    | + 51 s 925                               | 4      |        |
| 10   | 12 | Felipe Massa         | Sauber- Petronas  | 53    | + 57 s 509                               | 10     |        |
| 11   | 2  | Rubens Barrichello   | Ferrari           | 53    | + 1 min 00 s 633                         | 9      |        |
| 12   | 11 | Jacques Villeneuve   | Sauber- Petronas  | 53    | + 1 min 23 s 221 (dont 25 s de pénalité) | 8      |        |
| 13   | 18 | Tiago Monteiro       | Jordan-Toyota     | 52    | + 1 tour                                 | 20     |        |
| 14   | 20 | Robert Doornbos      | Minardi-Cosworth  | 51    | + 2 tours                                | 15     |        |
| 15   | 19 | Narain Karthikeyan   | Jordan-Toyota     | 51    | + 2 tours                                | 11     |        |
| 16   | 21 | Christijan Albers    | Minardi-Cosworth  | 49    | + 4 tours                                | 13     |        |
| Abd. | 8  | Antônio Pizzonia     | Williams-BMW      | 9     | Accident                                 | 12     |        |
| Abd. | 16 | Jarno Trulli         | Toyota            | 9     | Accident                                 | 19     |        |
| Abd. | 10 | Juan Pablo Montoya   | McLaren-Mercedes  | 0     | Accident                                 | 18     |        |
| Dsq. | 4  | Takuma Satō          | BAR-Honda         | 52    | Disqualifié                              | 5      |        |

## Pole position et record du tour
- Pole position : Ralf Schumacher en 1 min 46 s 106
- Tour le plus rapide : Kimi Räikkönen en 1 min 31 s 540 au 44e tour.

## Tours en tête
- Ralf Schumacher : 12 (1-12)
- Giancarlo Fisichella : 27 (13-20 / 27-38 / 46-52)
- Jenson Button : 4 (21-22 / 39-40)
- David Coulthard : 1 (23)
- Michael Schumacher : 3 (24-26)
- Kimi Räikkönen : 6 (41-45 / 53)

## Statistiques
- 9e victoire pour Kimi Räikkönen.
- 148e victoire pour McLaren en tant que constructeur.
- 53e victoire pour Mercedes en tant que motoriste.
- Takuma Satō est disqualifié pour avoir causé une collision avec Jarno Trulli.
- 25 secondes de pénalité sur le temps d'arrivée pour Jacques Villeneuve pour avoir provoqué la sortie de piste de Juan Pablo Montoya.